# 鹿蜀
鹿蜀是山海經裡記載的妖怪，形状和马非常相似,头是白色的,但是身上有和老虎一樣的花纹,尾巴是红色的。发出的叫声就像唱歌一样。生活在杻阳山。另外蝮蛇形状有点像毒蛇,它生活在猿翼山.这座山有很多怪异的树木。太平御覽另有其音如諾熟人其名日鹿蜀佩之宜子孫山海經圖讚曰鹿蜀之。杻陽山除了鹿蜀還有旋龜。传说明代崇祯时,闽南地区曾有人见过鹿蜀。

## 记载
《山海经．南山经》“杻阳之山，有兽焉，其状如马而白首，其文如虎而赤尾，其音如谣，其名曰鹿蜀，佩之宜子孙”
《太平御覽》 913 引《图赞》“鹿蜀之兽，马质虎文。骧首吟鸣，矫足腾群。佩其皮毛，子孙如云。”

## 参看
中国妖怪列表